# Bail Organa

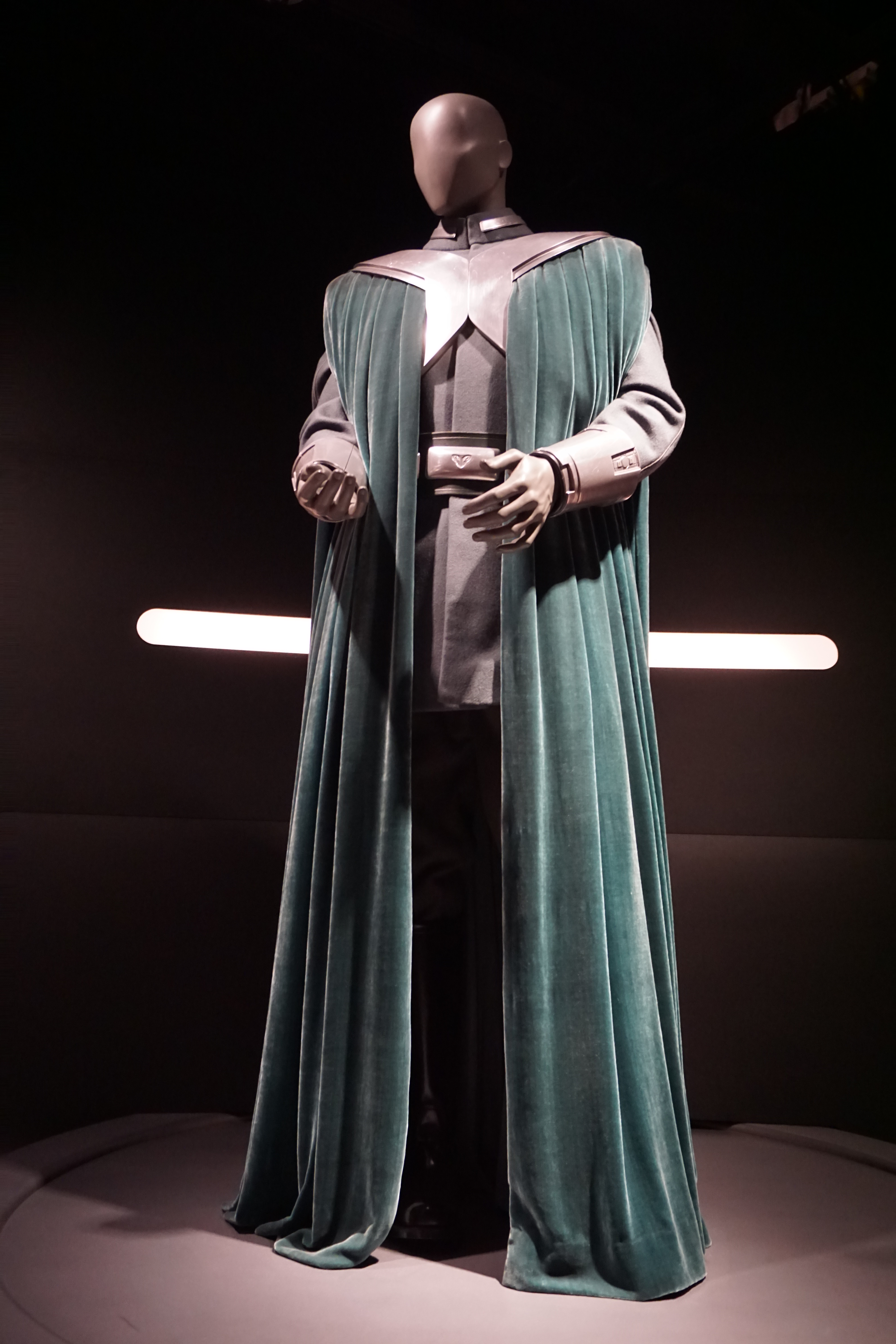
Bail Organas senatorkostym i Star Wars: Episod III – Mörkrets hämnd.

Bail Organa, spelad av Jimmy Smits, är en rollfigur i George Lucas rymdepos Stjärnornas krig. Han dyker upp första gången i Star Wars: Episod II – Klonerna anfaller och finns sedan med även i Star Wars: Episod III – Mörkrets hämnd. I Stjärnornas krig omnämns han endast. Karaktären återvände för filmen Rogue One: A Star Wars Story som utspelar sig innan Stjärnornas krig.
Bail Organa är Alderaans senator i den Galaktiska senaten. Han är Drottning Breha Organas av Alderaan make och adoptivfar till prinsessan Leia. När Alderaan förintas av den första Dödsstjärnan dör han tillsammans med sin hustru.